# 고성 송학동 고분군
고성 송학동 고분군(固城 松鶴洞 古墳群, 영어: Ancient Tombs in Songhak-dong, Goseong)은 대한민국 경상남도 고성군에 있는 가야의 고분군이다. 1963년 1월 21일 대한민국의 사적 제119호 고성송학동고분군으로 지정되었으나, 2011년 현재의 명칭으로 변경되었다.
고성읍 북쪽의 무기산 일대에 위치한 가야시대 고분군으로 7기 가량의 고분이 밀집되어 있는 유적이다. 소가야 왕들의 무덤으로 추정되는 고분에는 겉모양이 일본이 전방후원분과 닮았다 하여 한일 양국 간에 뜨거운 논쟁을 불러 있으켰던 제1호분도 위치하고 있다.

## 현지 안내문
고성읍 무기산을 중심으로 뻗어나간 구릉 주변에 있는 7기의 가야 무덤들이다. 가장 높은 곳에 1호 무덤이 있고 점차 밑으로 내려가면서 나머지 6기의 무덤들이 자리잡고 있다.
이 지역에서 북쪽으로 300m 거리에 기원리 무덤들이 있고, 동쪽으로 300∼400m 거리에 송학동 조개더미가 있어, 삼국시대 소가야국의 자리를 나타내주고 있다.
1호 무덤은 겉모습에서 앞이 네모나고 뒤가 둥근 무덤인 전방후원형 무덤으로 보여지기도 하나, 발굴조사 결과 흙을 쌓아 구릉처럼 만든뒤 돌무덤방을 만든 가야 고유의 형식을 취하고 있다. 이들 7기의 무덤은 1호 무덤인 무기산 무덤과 가까운 관계에 있으며, 동시에 1호 무덤을 보호하도록 하는 딸린무덤(배총)의 역할을 한다고 할 수 있다. 따라서 1호 무덤은 좋은 위치와 무덤의 규모 등을 생각했을 때 이 지방의 우두머리로 추정되며, 만들어진 시기는 A·D 400년을 중심으로 앞뒤 50년의 범위를 넘지 않을 것으로 추정된다.
동북쪽에는 고성 동외동 조개더미가 자리하고 있으며, 이 조개더미에서는 널무덤(토광묘)·독무덤(옹관묘)·돌널무덤(석관묘) 등의 유적과 청동 투겁창(청동광모)·청동 칼자루 끝 장식(검파두식)·거울조각·불탄쌀·회색토기 등의 유물이 발견되어 이 지방의 문화를 짐작하게 한다.
송학동 무덤은 동외동 조개더미의 초기철기시대를 뒤 이은 후대 문화를 대표하는 가야 문화 유적으로서 역사적으로 중요한 자료이다.

## 같이 보기
- 소가야

## 참고 문헌
- 고성 송학동 고분군 - 국가유산청 국가유산포털